# 富爾什艾雷諾 (密蘇里州)
富爾什艾雷諾（英語：Fourche a Renault）是位於美國密蘇里州華盛頓縣的鬼鎮。

## 歷史
富爾什艾雷諾的郵局於1831年設立，其後於1905年停運。

## 地理
富爾什艾雷諾所處的海拔為高於海平面220米（即722英呎），而該地所採用的時區為UTC-6，即北美中部時區（CST）。同時該地設有夏令時間，為UTC-6調快一小時，即UTC-5（CDT）。